# Niklas Rådström
Niklas Rådström, né le 12 avril 1953  à Stockholm, est un poète, romancier et scénariste suédois.

## Biographie
Il obtient l’Augustpriset en 1992 pour Medan tiden tänker på annat et le prix Dobloug en 2008.
Sa pièce Hitlers barndom, est adaptée en français par Anne Charlotte Berger sous le titre Les Racines de la haine, mise en scène par Stéphanie Loïk et jouée en 1988 au théâtre Artistic Athévains de Paris.

## Œuvres traduites en français
- Robert [« Robert och den osynlige mannen »], trad. de Cecilia Monteux et Danielle Suffet,Tournai, Belgique, Éditions Casterman, coll. « Romans Casterman », 1996, 168 p.  (ISBN 2-203-11745-1)